# 克萊里休詩
克萊里休詩（Clerihew或clerihew）是一種詼諧詩，有以下的特色：
- 首句包含了一個名人的名字。
- 有四行，長度不一。
- 押韻的結構是AABB。
- 其韻律和押韻通常都不太自然，以增強幽默的效果。
- 內容幽默、異想天開，從一個獨特角度描寫詩的主題，但不含諷刺、辱罵或淫穢的內容。

埃德蒙·克萊里休·賓尼發明這種詩歌格式。

## 例子
最初的克萊里休詩：
Sir Humphrey Davy
Abominated gravy.
He lived in the odium
Of having discovered sodium.
安達漢弗瑞·達維，
有令人厭惡的外快。
他活在惡言，
當中包括鈉的發現。
克萊里休詩不一定要關於人物，以下賓尼的詩可作例子：
The art of Biography
Is different from Geography,
Geography is about maps,
But Biography is about chaps.
這人物傳記的藝術，
不同於地理的記述，
地理有關地圖方誌，
傳記卻關於小伙子。

## 世上最短的克萊里休詩
懷斯敦·休·奧登和卻斯特·卡爾曼寫了《獻給紐約客的詩歌版編輯》一詩（To the Poetry Editor of the New Yorker），以紀念詩人、批評家兼紐約客的詩歌版編輯霍華德·莫斯。在奧登死後多年，這首詩在其送給紐約公共圖書館的筆記簿上發現。它不曾在《紐約客》上發表：
TO THE POETRY EDITOR OF THE NEW YORKER
Is Robert Lowell
Better than Noel
Coward,
Howard?
獻給紐約客的詩歌版編輯
羅伯特·羅爾
是否好過諾爾·
考華德，
霍華德？